# Glenea papuensis
Glenea papuensis là một loài bọ cánh cứng trong họ Cerambycidae.